# Ágios Nikólaos (Klitoría, Achaïe)
Ágios Nikólaos (grec moderne : Άγιος Νικόλαος) est une localité située dans le dème de Kalávryta, dans le district régional d'Achaïe, dans la périphérie de Grèce-Occidentale, en Grèce.
Selon le recensement de 2021, elle compte 76 habitants.